# Charly Berger
Charly Berger (nascido c. 1890 - 1944) foi um ator alemão.
Berger entrou para o cinema em 1913 e apareceu em cerca de noventa filmes diferentes entre 1913 e 1945, em filmes como Achtung! – Auto-Diebe! (1930), em que ele trabalhou com o ator e diretor Harry Piel.

## Filmografia selecionada
- Rivals (1923)
- His Greatest Bluff (1927)
- Docks of Hamburg (1928)
- Man Against Man (1928)
- Die Carmen von St. Pauli (1928)[1]
- Taxi at Midnight (1929)
- Johnny Steals Europe (1932)
- Robert Koch (1939)
- Bachelor's Paradise (1939)
- A German Robinson Crusoe (1940)
- The Girl at the Reception (1940)
- I Entrust My Wife to You (1943)
- Anna Alt (1945)